# Amyda nakornsrithammarajensis
Amyda nakornsrithammarajensis är en sköldpaddsart som beskrevs av Wirot Nutaphand 1979. Amyda nakornsrithammarajensis ingår i släktet Amyda och familjen lädersköldpaddor.
Artens utbredningsområde är Thailand. Inga underarter finns listade i Catalogue of Life.
Populationens taxonomiska status är omstridd. Den listas ofta som synonym till Amyda cartilaginea.